# Districtele Serbiei

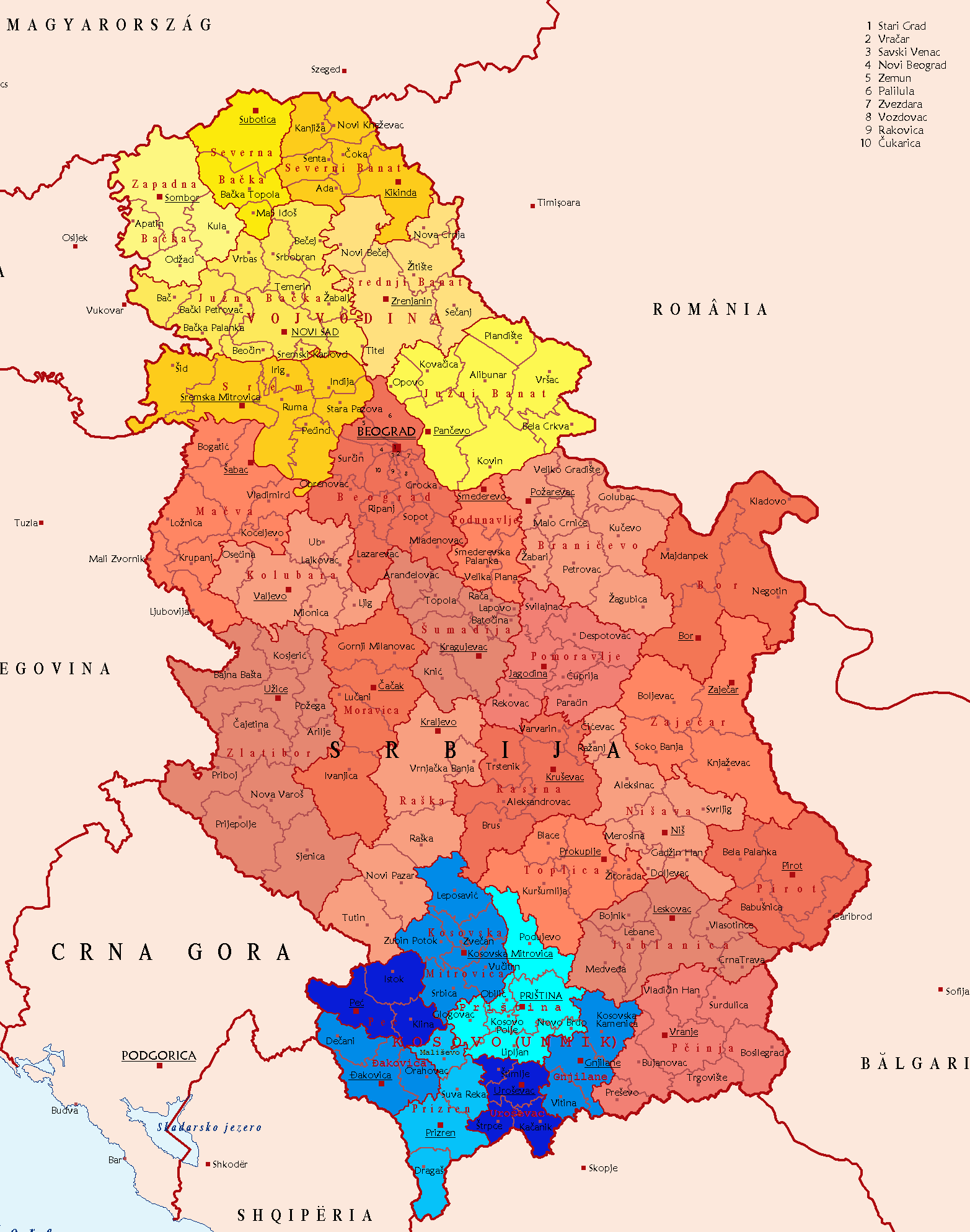
Districtele şi municipiile oraşului Belgrad

Districtele sârbă Окрузи, cu alfabetul latin: Okruzi reprezintă unitățile administrative ale Serbiei, iar fiecare cuprinde mai multe municipii.
Numele slav pentru cuvântul okrug (округ) denotă subdiviziune administrativă în unele state. Etimologia sa este asemănătoarea cu Kreis din limba germană , care înseamnă cerc (în sensul de diviziune administrativă) (Bezirk în limba germană): okrug înseamnă literalmente ceva "încercuit".
În subdiviziunile din Serbia, termenul este tradus ca district, iar uneori, ca județ.

## Lista districtelor

### Districte dinSerbia Centrală

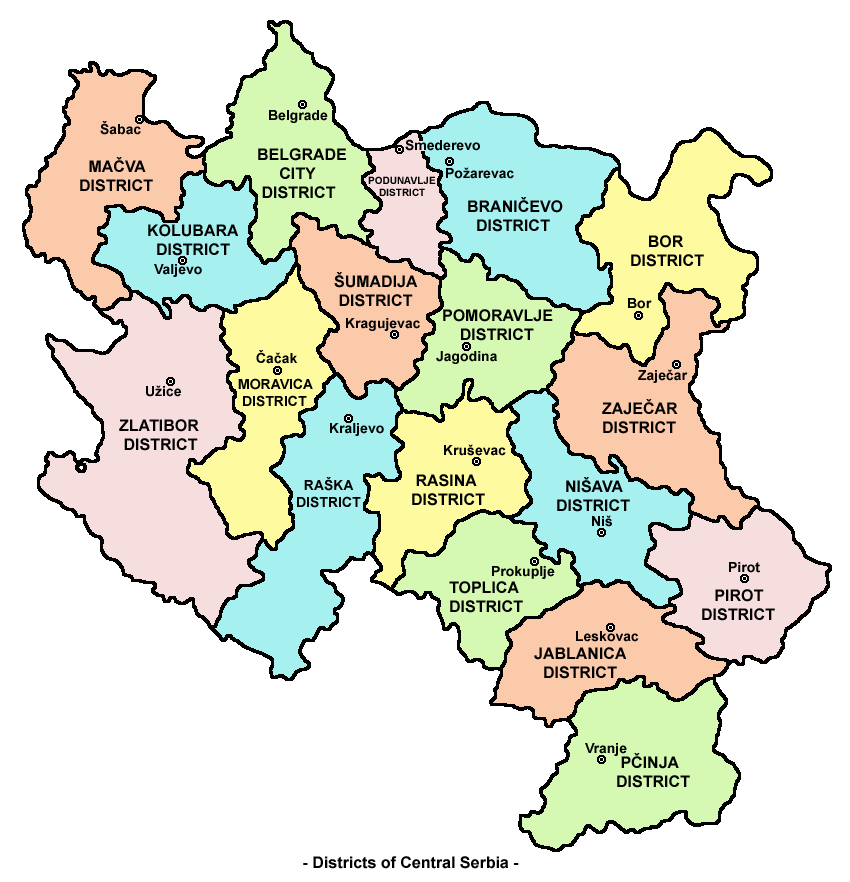
Districtele din Serbia Centrală

| District                                 | Capitală   | Suprafață in km² | Populație în 2002 (rang) | Populație pe km² | Comune | Așezări |
| ---------------------------------------- | ---------- | ---------------- | ------------------------ | ---------------- | --- | ------- |
| Orașul Belgrad (Grad Beograd)            | Belgrad    | 3,222.68         | 1,576,124                | 488              | - Barajevo - Čukarica - Grocka - Lazarevac - Mladenovac - Novi Beograd - Obrenovac - Palilula - Rakovica - Savski Venac - Sopot - Stari Grad - Surčin - Voždovac - Vračar - Zemun - Zvezdara | 159     |
| Districtul Bor (Borski okrug)            | Bor        | 3,507            | 146,551                  | 41.8             | - Bor - Kladovo - Majdanpek - Negotin | 90      |
| Districtul Braničevo (Braničevski okrug) | Požarevac  | 3,865            | 200,503                  | 51.9             | - Veliko Gradište - Požarevac - Golubac - Malo Crniće - Žabari - Petrovac - Kučevo - Žagubica                                                                                                |         |
| Districtul Jablanica (Jablanički okrug)  | Leskovac   | 2,769            | 240,923                  | 87.0             | - Leskovac - Bojnik - Lebane - Medveđa - Vlasotince - Crna Trava | 336     |
| Districtul Kolubara (Kolubarski okrug)   | Valjevo    | 2,474            | 192,204                  | 77.7             | - Osečina - Ub - Lajkovac - Valjevo - Mionica - Ljig | 218     |
| Districtul Mačva (Mačvanski okrug)       | Šabac      | 3,268            | 329,625                  | 100.9            | - Bogatić - Šabac - Loznica - Vladimirci - Koceljeva - Mali Zvornik - Krupanj - Ljubovija | 228     |
| Districtul Moravica (Moravički okrug)    | Čačak      | 3,016            | 224,772                  | 74.5             | - Gornji Milanovac - Čačak - Lučani - Ivanjica | 206     |
| Districtul Nišava (Nišavski okrug)       | Niš        | 2,729            | 381,757                  | 139.9            | - Aleksinac - Svrljig - Merošina - Ražanj - Doljevac - Gadžin Han - Medijana - Niška Banja - Palilula - Pantelej - Crveni Krst                                                               | 285     |
| Districtul Pčinja (Pčinjski okrug)       | Vranje     | 3,520            | 227,690                  | 64.7             | - Vladičin Han - Surdulica - Bosilegrad - Trgovište - Vranje - Bujanovac - Preševo | 363     |
| Districtul Pirot (Pirotski okrug)        | Pirot      | 2,761            | 105,654                  | 38.3             | - Bela Palanka - Pirot - Babušnica - Dimitrovgrad | 214     |
| Districtul Podunavlje (Podunavski okrug) | Smederevo  | 1,248            | 210,290                  | 168.5            | - Smederevo - Smederevska Palanka - Velika Plana | 58      |
| Districtul Pomoravlje (Pomoravski okrug) | Jagodina   | 2,614            | 227,435                  | 87.0             | - Jagodina - Ćuprija - Paraćin - Svilajnac - Despotovac - Rekovac | 191     |
| Districtul Rasina (Rasinski okrug)       | Kruševac   | 2,667            | 259,441                  | 96               | - Varvarin - Trstenik - Ćićevac - Kruševac - Aleksandrovac - Brus | 296     |
| Districtul Raška (Raški okrug)           | Kraljevo   | 3,918            | 291,230                  | 74.3             | - Kraljevo - Vrnjačka Banja - Raška - Novi Pazar - Tutin | 359     |
| Districtul Šumadija (Šumadijski okrug)   | Kragujevac | 2,387            | 298,778                  | 125.2            | - Aranđelovac - Topola - Rača - Batočina - Knić - Lapovo - Aerodrom - Pivara - Stanovo - Stari Grad - Stragari                                                                               | 174     |
| Districtul Toplica (Toplički okrug)      | Prokuplje  | 2,231            | 102,075                  | 45.7             | - Prokuplje - Blace - Kuršumlija - Žitorađa | 267     |
| Districtul Zaječar (Zaječarski okrug)    | Zaječar    | 3,623            | 137,561                  | 37.7             | - Boljevac - Knjaževac - Zaječar - Sokobanja | 173     |
| Districtul Zlatibor (Zlatiborski okrug)  | Užice      | 6,140            | 313,396                  | 51.0             | - Bajina Bašta - Kosjerić - Užice - Požega - Čajetina - Arilje - Nova Varoš - Prijepolje - Sjenica - Priboj                                                                                  | 438     |

### Districte dinVoivodina

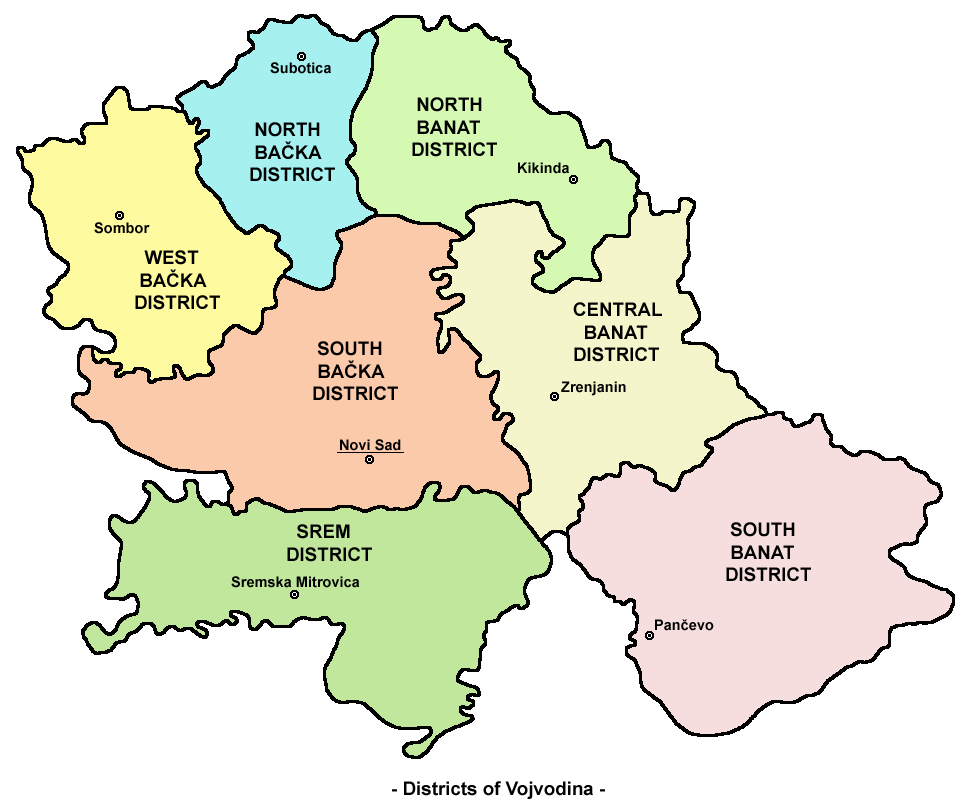
Districtele din Voivodina

| District                                            | Capitală          | Suprafață în km² | Populație în 2002 (rang) | Populație pe km² | Comune | Așezări |
| --------------------------------------------------- | ----------------- | ---------------- | ------------------------ | ---------------- | --- | ------- |
| Districtul Banatul Central (Srednje-banatski okrug) | Zrenjanin         | 3,256            | 208,456                  | 64.0             | - Novi Bečej - Nova Crnja - Žitište - Sečanj - Zrenjanin                                                                                           | 55      |
| Districtul Bačka de Nord (Severnobački okrug)       | Subotica          | 1,784            | 200,140                  | 112.2            | - Subotica - Bačka Topola - Mali Iđoš | 45      |
| Districtul Banatul de Nord (Severno-banatski okrug) | Kikinda           | 2,329            | 165,881                  | 71.2             | - Kanjiža - Senta - Ada - Čoka - Novi Kneževac - Kikinda                                                                                           | 50      |
| Districtul Bačka de Sud (Južnobački okrug)          | Novi Sad          | 4,016            | 593,666                  | 147.8            | - Srbobran - Bač - Bečej - Vrbas - Bačka Palanka - Bački Petrovac - Žabalj - Titel - Temerin - Beočin - Sremski Karlovci - Novi Sad - Petrovaradin | 77      |
| Districtul Banatul de Sud (Južno-banatski okrug)    | Pančevo           | 4,245            | 313,937                  | 73.6             | - Plandište - Opovo - Kovačica - Alibunar - Vršac - Bela Crkva - Pančevo - Kovin                                                                   | 94      |
| Districtul Srem (Sremski okrug)                     | Sremska Mitrovica | 3,486            | 335,901                  | 96.4             | - Šid - Inđija - Sremska Mitrovica - Irig - Ruma - Stara Pazova - Pećinci                                                                          | 109     |
| Districtul Bačka de Vest (Zapadno-bački okrug)      | Sombor            | 2,420            | 214,011                  | 88.4             | - Sombor - Apatin - Odžaci - Kula | 37      |

### Districtele dinKosovo

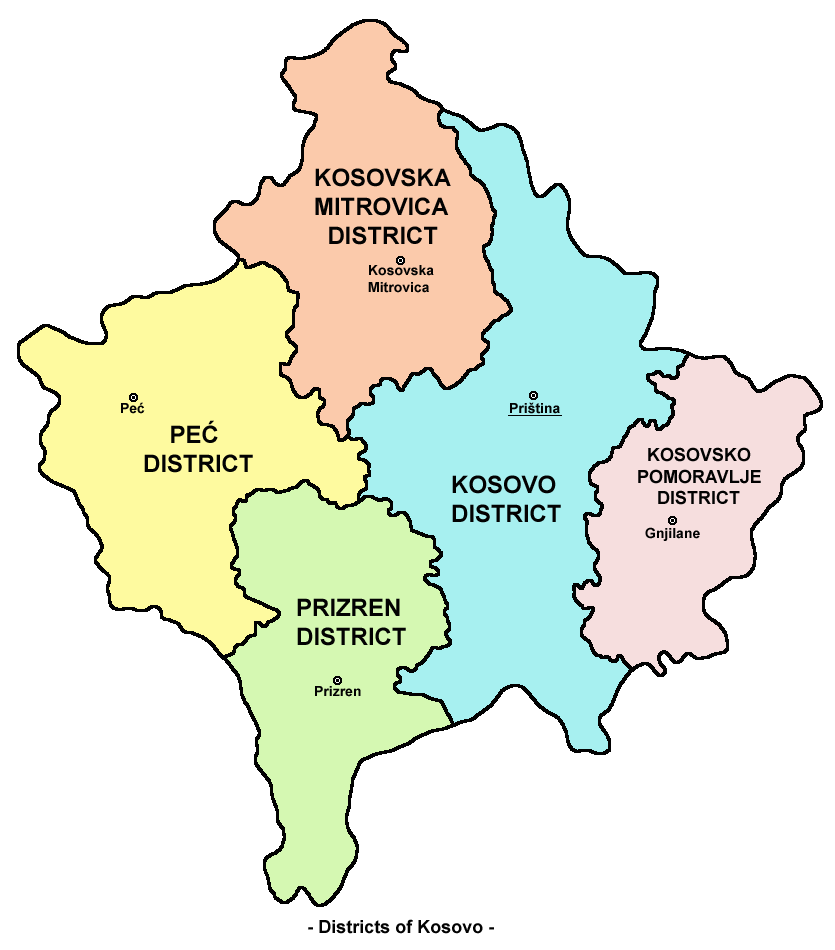
Districtele şi municipiile din Kosovo

| District                                                    | Capitală           | Populație în 2002 (rank) | Municipii                                                                                                  |
| ----------------------------------------------------------- | ------------------ | ------------------------ | --- |
| Districtul Kosovo ('Kosovski okrug')                        | Priștina           | 672,292                  | - Priștina - Glogovac - Kosovo Polje - Lipljan - Obilić - Podujevo - Uroševac - Štimlje - Kačanik - Štrpce |
| Districtul Kosovo-Pomoravlje (Kosovsko-Pomoravski okrug)    | Gnjilane           | 217,726                  | - Kosovska Kamenica - Novo Brdo - Gnjilane - Vitina                                                        |
| Districtul Kosovska Mitrovica (Kosovsko - Mitrovački okrug) | Kosovska Mitrovica | 275,904                  | - Kosovska Mitrovica - Leposavić - Srbica - Vučitrn - Zubin Potok - Zvečan                                 |
| Districtul Peć (Pećki okrug)                                | Peć                | 414,187                  | - Peć - Istok - Klina - Đakovica - Dečani                                                                  |
| Districtul Prizren (Prizrenski okrug)                       | Prizren            | 376,085                  | - Orahovac - Suva Reka - Prizren - Opolje - Gora                                                           |